# 51. Baeksang Arts Awards
51. ceremonia rozdania Baeksang Arts Awards odbyła się w Seulu na Uniwersytecie Kyung Hee 26 maja 2015 roku. Ceremonia została wyemitowana przez JTBC.
Uroczystość prowadzili Shin Dong-yup, Kim Ah-joong oraz Joo Won.

## Nominowani i zwycięzcy
Kompletna lista nominowanych i zwycięzców. Zwycięzcy zaznaczeni pogrubieniem.

### Film
| Daesang (Wielka nagroda) | Daesang (Wielka nagroda) |
| --- | --- |
| - Choi Min-sik – Myeongryang | |
| Najlepszy film | Najlepszy reżyser |
| - Revivre - Myeongryang - Otwórz mi drzwi - Han Gong-ju - Ciężki dzień | - Kim Seong-hun – Ciężki dzień - Hong Sang-soo – Wzgórze wolności - Im Kwon-taek – Revivre - Yoon Je-kyoon – Oda dla mojego ojca - Zhāng Lǜ – Gyeongju      |
| Najlepszy aktor pierwszoplanowy | Najlepsza aktorka pierwszoplanowa |
| - Lee Sun-kyun – Ciężki dzień - Cho Jin-woong – Ciężki dzień - Ahn Sung-ki – Revivre - Choi Min-sik – Myeongryang - Sol Kyung-gu – Na-ui dogjaeja                                  | - Yum Jung-ah – Kateu - Bae Doona – Otwórz mi drzwi - Kim Sae-ron – Otwórz mi drzwi - Shin Min-a – Gyeongju - Son Ye-jin – Haejeok: Badaro gan aanjeok      |
| Najlepszy aktor drugoplanowy | Najlepsza aktorka drugoplanowa |
| - Yoo Hae-jin – Haejeok: Badaro gan aanjeok - Lee Geung-young – Whistle Blower - Park Sung-woong – The Deal - Song Sae-byeok – Otwórz mi drzwi - Yoo Yeon-seok – Królewski krawiec | - Kim Ho-jung – Revivre - Han Ye-ri – Haemoo - Jo Yeo-jeong – Obsessed - Lee Jung-hyun – Myeongryang - Moon Jung-hee – Kateu                                |
| Najlepszy debiut aktorski (mężczyzna) | Najlepszy debiut aktorski (kobieta) |
| - Park Yoo-chun – Haemoo - Byun Yo-han – Socialphobia - Jo Bok-rae – C'est Si Bon - Kang Ha-neul – Twenty - Lee Min-ho – Gangnam Blues                                             | - Chun Woo-hee – Han Gong-ju - Esom – Scarlet Innocence - Kim Seolhyun – Gangnam Blues - Lee Ha-nui – Kanciarz: Ukryta karta - Lim Ji-yeon – Obsessed       |
| Najlepszy debiut reżyserski | Najlepszy scenariusz |
| - July Jung – Otwórz mi drzwi - Hong Seok-jae – Socialphobia - Jin Mo-young – My Love, Don't Cross That River - Lee Byeong-heon – Twenty - Lee Su-jin – Han Gong-ju                | - Kim Kyung-chan – Kateu - Kim Seong-hun – Ciężki dzień - Lee Chun-hyeong – Whistle Blower - Lee Su-jin – Han Gong-ju - Shim Sung-bo, Bong Joon-ho – Haemoo |
| Nagroda popularności (mężczyzna) | Nagroda popularności (kobieta) |
| - Lee Min-ho – Gangnam Blues | - Park Shin-hye – Królewski krawiec |

### Telewizja
| Daesang (Wielka nagroda) | Najlepszy serial telewizyjny |
| --- | --- |
| - Na Young-seok – Grandpas Over Flowers, Three Meals a Day | - Poongmooneuro deuleotso - Kill Me, Heal Me - Misaeng - Punch - Yuna-eui geoli |
| Najlepszy program edukacyjny/kulturalny | Najlepszy program rozrywkowy |
| - Food Odyssey - Family Shock - Revolt of the Climate - World Theme Travel - Special: Life Crossing | - Non-Summit - Infinite Challenge - The Return of Superman - Running Man - Three Meals a Day |
| Najlepszy reżyser | Najlepszy scenariusz |
| - Kim Won-seok – Misaeng - Ahn Pan-seok – Poongmooneuro deuleotso - Kim Jin-man – Kill Me, Heal Me - Kim Jung-min – Nappeun nyeoseokdeul - Kim Sang-hyup – Mama | - Park Kyung-soo – Punch - Jin Soo-wan – Kill Me, Heal Me - Jung Sung-joo – Poongmooneuro deuleotso - Kim Woon-kyung – Yuna-eui geoli - Noh Hee-kyung – Gwaenchanha, sarangiya                                                     |
| Najlepszy aktor pierwszoplanowy | Najlepsza aktorka pierwszoplanowa |
| - Lee Sung-min – Misaeng - Cho Jae-hyun – Punch - Ji Sung – Kill Me, Heal Me - Jo In-sung – Gwaenchanha, sarangiya - Kim Rae-won – Punch | - Song Yun-ah – Mama - Kim Ok-bin – Yuna-eui geoli - Lee Yoo-ri – Wattda! Jang Bo-ri - Moon Jung-hee – Mama - Park Shin-hye – Pinocchio                                                                                            |
| Najlepszy debiut aktorski (mężczyzna) | Najlepszy debiut aktorski (kobieta) |
| - Yim Si-wan – Misaeng - Do Kyung-soo – Gwaenchanha, sarangiya - Kim Dae-myung – Misaeng - Lee Joon – Poongmooneuro deuleotso - Park Hyung-sik – Gajokggiri wae irae | - Go Ah-sung – Poongmooneuro deuleotso - Baek Ji-yeon – Poongmooneuro deuleotso - Han Sunhwa – Jangmibit yeonindeul - Kim Seul-gie – Yeonaeui balgyeon - Nam Ji-hyun – Gajokggiri wae irae                                         |
| Najlepszy uczestnik programu rozrywkowego | Najlepsza uczestniczka programu rozrywkowego |
| - Jun Hyun-moo – Non-Summit, I Live Alone - Jeong Hyeong-don – Please Take Care of My Refrigerator, Infinite Challenge - Kim Sung-joo – Please Take Care of My Refrigerator, King of Mask Singer - Sung Si-kyung – Witch Hunt, Non-Summit - Yoo Se-yoon – Non-Summit, Saturday Night Live Korea | - Lee Guk-joo – Roommate – Season 2, Comedy Big League - Ahn Young-mi – Real Men: Female Soldier Special 2, Saturday Night Live Korea - Heo Anna – Gag Concert - Jang Do-yeon – Comedy Big League - Lee Young-ja – Hello Counselor |
| Nagroda popularności (mężczyzna) | Nagroda popularności (kobieta) |
| - Lee Jong-suk – Pinocchio | - Krystal – Naegen neomu sarangseureoun geunyeo |

### Inne nagrody
- Nagroda InStyle Fashionista – Lee Jung-jae, Shin Min-a[13]
- iQiyi Star Award – Lee Min-ho, Park Shin-hye